# Llista de topònims de Corbins
Llista de topònims (noms propis de lloc) del municipi de Corbins, al Segrià
Informació actualitzada per un bot. Els canvis manuals es perdran quan s'actualitzi!

## casa
| imatge | Nom         | Ubicat a | instància de | Detalls                     | coordenades                                                          | Protecció                                  | Commons (més fotos) | Dades a WD                    |
| ------ | ----------- | -------- | ------------ | --------------------------- | -------------------------------------------------------------------- | ------------------------------------------ | ------------------- | ----------------------------- |
|        | Cal Flaret  | Corbins  | casa         | Estil: arquitectura popular | 41° 41′ 25″ N, 0° 41′ 50″ E / 41.69039°N,0.697089°E                  | bé integrant del patrimoni cultural català |                     | Modifica les dades a Wikidata |
|        | Cal Maciano | Corbins  | casa         | Estil: noucentisme          | 41° 41′ 29″ N, 0° 41′ 49″ E / 41.691483°N,0.696917°E                 | bé integrant del patrimoni cultural català |                     | Modifica les dades a Wikidata |
|        | Cal Quirra  | Corbins  | casa         | Estil: arquitectura popular | 41° 41′ 30″ N, 0° 41′ 46″ E / 41.691668°N,0.695982°E                 | bé integrant del patrimoni cultural català |                     | Modifica les dades a Wikidata |
|        | Torre Nova  | Corbins  | casa         |                             | 41° 39′ 51″ N, 0° 39′ 55″ E / 41.6642059635685°N,0.665238205736373°E |                                            |                     | Modifica les dades a Wikidata |

## granja
| imatge | Nom                | Ubicat a | instància de | Detalls | coordenades                                                          | Protecció | Commons (més fotos) | Dades a WD                    |
| ------ | ------------------ | -------- | ------------ | ------- | -------------------------------------------------------------------- | --------- | ------------------- | ----------------------------- |
|        | Granja de Camarasa | Corbins  | granja       |         | 41° 41′ 19″ N, 0° 41′ 54″ E / 41.6886395821626°N,0.698237296699795°E |           |                     | Modifica les dades a Wikidata |
|        | Granja de Camats   | Corbins  | granja       |         | 41° 41′ 04″ N, 0° 41′ 25″ E / 41.6844092149319°N,0.690290448832705°E |           |                     | Modifica les dades a Wikidata |
|        | Granja de Codorniu | Corbins  | granja       |         | 41° 41′ 12″ N, 0° 40′ 50″ E / 41.6866740817144°N,0.680669642175233°E |           |                     | Modifica les dades a Wikidata |
|        | Granja de Gili     | Corbins  | granja       |         | 41° 41′ 02″ N, 0° 41′ 23″ E / 41.6839488419524°N,0.689790306516042°E |           |                     | Modifica les dades a Wikidata |
|        | Granja de Solans   | Corbins  | granja       |         | 41° 41′ 14″ N, 0° 41′ 00″ E / 41.6873050649399°N,0.683374356051891°E |           |                     | Modifica les dades a Wikidata |

## masia
| imatge | Nom              | Ubicat a | instància de | Detalls | coordenades                                                                   | Protecció | Commons (més fotos) | Dades a WD                    |
| ------ | ---------------- | -------- | ------------ | ------- | ----------------------------------------------------------------------------- | --------- | ------------------- | ----------------------------- |
|        | Torre Ramos      | Corbins  | masia        |         | 41° 42′ 29″ N, 0° 39′ 18″ E / 41.7081073961675°N,0.654863892956023°E          |           |                     | Modifica les dades a Wikidata |
|        | Torre del Magí   | Corbins  | masia        |         | 41° 41′ 37″ N, 0° 39′ 59″ E / 41.693687215613°N,0.66642592495364°E            |           |                     | Modifica les dades a Wikidata |
|        | Torre del Mosset | Corbins  | masia        |         | 41° 40′ 06″ N, 0° 39′ 36″ E / 41.668341871525°N,0.66013519022081°E            |           |                     | Modifica les dades a Wikidata |
|        | Torre del Panxo  | Corbins  | masia        |         | 41° 40′ 38″ N, 0° 39′ 18″ E / 41.677243517076°N,0.65500744596372°E            |           |                     | Modifica les dades a Wikidata |
|        | Torre del Roca   | Corbins  | masia        |         | 41° 39′ 54″ N, 0° 40′ 00″ E / 41.6651152470695°N,0.666550545894648°E 176 msnm |           |                     | Modifica les dades a Wikidata |

## polígon industrial
| imatge | Nom                             | Ubicat a | instància de       | Detalls | coordenades                                                          | Protecció | Commons (més fotos) | Dades a WD                    |
| ------ | ------------------------------- | -------- | ------------------ | ------- | -------------------------------------------------------------------- | --------- | ------------------- | ----------------------------- |
|        | Polígon industrial Coll del Rei | Corbins  | polígon industrial |         | 41° 41′ 03″ N, 0° 40′ 14″ E / 41.6841570817785°N,0.670668043290622°E |           |                     | Modifica les dades a Wikidata |
|        | Polígon industrial de Corbins   | Corbins  | polígon industrial |         | 41° 41′ 13″ N, 0° 41′ 33″ E / 41.6868424286943°N,0.692606347583662°E |           |                     | Modifica les dades a Wikidata |

## Misc
| imatge | Nom                          | Ubicat a                                                      | instància de                                   | Detalls                                      | coordenades                                                                                                  | Protecció                                  | Commons (més fotos)   | Dades a WD                    |
| ------ | ---------------------------- | ------------------------------------------------------------- | ---------------------------------------------- | -------------------------------------------- | --- | ------------------------------------------ | --------------------- | ----------------------------- |
|        | Corbins                      | Corbins                                                       | entitat singular de població capital municipal | 1483 hab                                     | 41° 41′ 26″ N, 0° 41′ 41″ E / 41.69065°N,0.69474°E 209 msnm                                                  |                                            |                       | Modifica les dades a Wikidata |
|        | Molí de Picabaix             | Corbins                                                       | molí d'aigua                                   | Estil: arquitectura popular                  | 41° 39′ 33″ N, 0° 39′ 38″ E / 41.659162°N,0.660446°E                                                         | bé integrant del patrimoni cultural català |                       | Modifica les dades a Wikidata |
|        | Noguera Ribagorçana          | Vall d'Aran Alta Ribagorça Pallars Jussà Noguera Segrià Aragó | curs d'aigua                                   | Desemboca: Segre Llarg: 133km                | 42° 37′ 36″ N, 0° 42′ 21″ E / 42.6267°N,0.7058°E 41° 40′ 29″ N, 0° 42′ 22″ E / 41.6747°N,0.7061°E            |                                            | Noguera Ribagorçana   | Modifica les dades a Wikidata |
|        | Pont de Corbins              | Corbins                                                       | pont                                           | Travessa: Noguera Ribagorçana                | 41° 41′ 34″ N, 0° 41′ 55″ E / 41.692722°N,0.698515°E                                                         | bé integrant del patrimoni cultural català | Pont de Corbins       | Modifica les dades a Wikidata |
|        | Sant Jaume de Corbins        | Corbins                                                       | església                                       | Estil: arquitectura barroca                  | 41° 41′ 31″ N, 0° 41′ 48″ E / 41.69184°N,0.69654°E                                                           | bé integrant del patrimoni cultural català | Sant Jaume de Corbins | Modifica les dades a Wikidata |
|        | Segre                        | Catalunya Pirineus Orientals                                  | riu curs d'aigua riu aurífer                   | Desemboca: Ebre Llarg: 265km Conca: 22400km² | 42° 24′ 09″ N, 2° 06′ 30″ E / 42.4025°N,2.1084°E 41° 21′ 48″ N, 0° 18′ 16″ E / 41.3633°N,0.3044°E            |                                            | Segre River           | Modifica les dades a Wikidata |
|        | Serra Noguera                | Corbins                                                       | serra                                          |                                              | 41° 42′ 45″ N, 0° 40′ 25″ E / 41.7124°N,0.673667°E 247.9 msnm                                                |                                            |                       | Modifica les dades a Wikidata |
|        | Tossal de les Cases          | Corbins                                                       | muntanya                                       |                                              | 41° 41′ 59″ N, 0° 40′ 09″ E / 41.6997°N,0.66925°E 238.6 msnm                                                 |                                            | Tossal de les Cases   | Modifica les dades a Wikidata |
|        | casa consistorial de Corbins | Corbins                                                       | casa consistorial                              |                                              | 41° 41′ 26″ N, 0° 41′ 35″ E / 41.6906214°N,0.6929526°E                                                       |                                            |                       | Modifica les dades a Wikidata |
|        | castell de Corbins           | Corbins                                                       | castell                                        | 1117                                         | 41° 41′ 33″ N, 0° 41′ 42″ E / 41.692487°N,0.695019°E ca:Al darrere de la plaça del Castell, Corbins 225 msnm | bé d'interès cultural                      | Castell de Corbins    | Modifica les dades a Wikidata |
|        | la Teuleria                  | Corbins                                                       | teuleria                                       | Estil: arquitectura popular                  | 41° 41′ 02″ N, 0° 40′ 56″ E / 41.68399°N,0.68225°E                                                           | bé integrant del patrimoni cultural català |                       | Modifica les dades a Wikidata |
|        | lo Castell                   | Corbins                                                       | edifici                                        | Estil: arquitectura popular 17th century     | 41° 41′ 33″ N, 0° 41′ 40″ E / 41.692402°N,0.694513°E ca:C. del Castell, 18 220 msnm                          | bé integrant del patrimoni cultural català | Lo Castell (Corbins)  | Modifica les dades a Wikidata |
|        | meandre del Mas del Segre    | Alcoletge Corbins                                             | zona humida                                    | Superfície: 73.81ha                          | 41° 39′ 38″ N, 0° 40′ 27″ E / 41.6605°N,0.6743°E                                                             |                                            |                       | Modifica les dades a Wikidata |